# Douglass (Kansas)
Pour les articles homonymes, voir Douglass.
Douglass est une ville américaine située dans le comté de Butler, au Kansas. Selon le recensement de 2020, sa population est de 1 555 habitants.